# Apicum-Açu
Apicum-Açu är en kommun i Brasilien.   Den ligger i delstaten Maranhão, i den nordöstra delen av landet, 1 600 km norr om huvudstaden Brasília. Antalet invånare är 14 959. Arean är 652 kvadratkilometer.
Terrängen i Apicum-Açu är mycket platt.
Omgivningarna runt Apicum-Açu är en mosaik av jordbruksmark och naturlig växtlighet. Runt Apicum-Açu är det ganska glesbefolkat, med 36 invånare per kvadratkilometer.